# Nabil Bahoui
Nabil Bahoui (ur. 5 lutego 1991 w Sztokholmie) – szwedzki piłkarz marokańskiego pochodzenia grający na pozycji pomocnika.

## Kariera klubowa

### Kariera juniorska
Wychowanek Mälarhöjdens IK. W czasach juniorskich grał jeszcze w IK Tellus i Hammarby IF. W latach 2003–2007 był zawodnikiem młodzieżowej drużyny IF Brommapojkarna.

### Kariera profesjonalna
W 2008 został włączony do pierwszego zespołu IF Brommapojkarna. W 2010 został wypożyczony do Gröndals IK oraz Väsby United, a w 2011 wypożyczono go do Akropolis IF. W listopadzie 2012 trafił do AIK Fotboll. W 2013 zainteresowanie piłkarzem wykazywały takie kluby, jak Everton F.C., Sunderland A.F.C., Cardiff City F.C. i Crystal Palace F.C.. W lipcu 2015 trafił do Al-Ahli Dżudda.
1 lutego 2016 dołączył za darmo do niemieckiego klubu Hamburger SV.

## Kariera reprezentacyjna
W reprezentacji Szwecji zadebiutował 17 stycznia 2014 z Mołdawią.